# Ritratto di Burty Frank Haviland
Ritratto di Burty Frank Haviland è un dipinto a olio su tela (73x60 cm) realizzato nel 1914 dal pittore italiano Amedeo Modigliani.
Fa parte della collezione di Gianni Mattioli di Milano.